# Verdun pri Uršnih selih
Verdun pri Uršnih selih (deutsch Werdun bei Eichenthal) ist eine Siedlung in der slowenischen Gemeinde Dolenjske Toplice im Südosten des Landes. Die Gegend ist Teil der historischen Region Unterkrain und gehört heute zur Region Jugovzhodna Slovenija (Südost-Slowenien).
Der Name der Ortschaft wurde 1953 von Verdun in Verdun pri Uršnih selih (wörtlich: Verdun bei Uršna sela) geändert.
Der Ortsname Verdun ist ein volkstümlicher Name, der sich aus dem romanischen Wort (g)uardōne(m) ableitet, eine Entlehnung aus dem germanischen Wort wardō („Wache“). Obwohl der Name im militärischen Sinne verstanden werden kann, scheint es wahrscheinlicher, dass er ursprünglich ein Weidegebiet oder einen Viehstall bezeichnete.
In den Karsthöhlen zwischen Verdun, Dobindol und Gorenje Sušice entspringt die Sušica, die bei Dolenje Gradišče in die Krka (Krainer Gurk) mündet.